# Chinese Hand Laundry Alliance
La Chinese Hand Laundry Alliance (CHLA) est une organisation syndicale créée en 1933 pour protéger les droits civiques de la diaspora chinoise vivant en Amérique du Nord, et « aider les blanchisseurs chinois à rompre leur isolement dans la société américaine ». Organisme ouvertement de gauche, l'CHLA a utilisé divers moyens - y compris les slogans « To Save China, To Save Ourselves » (« Sauver la Chine, nous sauver ») et «Resist Japan and Save China» (« Résister au Japon et sauver la Chine ») - pour s'opposer à l'invasion japonaise de la Mandchourie.

## Contexte.
Aux États-Unis et au Canada, à la fin du XIXe siècle et au début du XXe siècle, l'occupation du blanchisseur a été fortement identifiée aux  Américains d'origine chinoise au point de devenir «l'occupation stéréotypée de tout un groupe ethnique." La discrimination raciale, le manque de compétences en anglais et le manque de capital économique ont empêché la plupart des Chinois d’exercer une carrière plus désirable. Au tournant du XXe siècle, un Chinois de souche sur quatre travaillait dans une blanchisserie. Les conditions étaient difficiles et un blanchisseur typique travaillait de dix à seize heures par jour.
Selon une description :

« Le travail de blanchisserie était particulièrement pénible, car cela signifiait le fait de tremper, frotter et repasser les vêtements uniquement à la main; de plus, un service rapide et de qualité était nécessaire pour satisfaire les clients. Les ouvriers dans les blanchisseries et les épiceries recevaient un salaire mensuel de vingt-cinq dollars et, malgré de longues heures de travail, la semaine de travail était de sept jours. Pour la majorité des Chinois, alors, la routine quotidienne était presque uniquement de travailler, manger, et dormir. Il y avait peu d'autres professions disponibles pour les Chinois. »

## New York City et la formation du CHLA
Au début de la Grande Dépression, la ville de New York comptait environ 3550 blanchisseries chinoises. Selon un récit de première main :

« Les blanchisseurs chinois comptaient sur leurs mains. Sur la porte de chaque blanchisserie chinoise se trouvaient ces deux gros mots peints en rouge, "Hand Laundry", signifiant que tout repassage était fait à la main. À New York, peut-être que sept Chinois sur dix ont survécu en travaillant dans les blanchisseries chinoises. À la fin de presque chaque immeuble ou allée, il y avait toujours un lavoir chinois. Une buanderie chinoise était généralement petite - environ la taille de cinq tables à manger, équipée uniquement d'une planche à repasser et d'une étagère pour mettre des vêtements propres et repassés, emballés et prêts à partir. »

Avec le soutien des Blancs de cette même industrie, en 1933, le conseil municipal d'Aldermen de New York a adopté une loi visant à chasser les Chinois de l'entreprise. Entre autres choses, il limitait la propriété des blanchisseries aux citoyens américains. Lorsque la Chinese Consolidated Benevolent Association s’est opposée sans succès à leurs efforts, une "organisation sociale chinoise conservatrice", la Chinese Hand Laundry Alliance ouvertement de gauche a été créée. Là où la Chinese Consolidated Benevolent Association échouait, la Chinese Hand Laundry Alliance a contesté avec succès cette disposition de la loi, préservant ainsi le gagne-pain de milliers de blanchisseurs chinois. À la suite de ce succès, la Chinese Hand Laundry Alliance a continué de défendre les droits civils des Chinois en Amérique du Nord. Pour les membres et les non-membres, le coût pour engager l'aide de l'organisation était de vingt-cinq cents.

## Opposition à l'invasion de la Mandchourie
La Chinese Hand Laundry Alliance s’est également fortement opposée à l’invasion de la Mandchourie par les Japonais en 1931. Comme de nombreux Chinois d'outre-mer, les membres de l'organisation ont dénoncé la non-résistance du Parti du Kuomintang (KMT) dirigé par Chiang Kai-shek et activement engagé dans des campagnes de "sauvetage de la Chine" pour financer les efforts de résistance des Chinois mandchous. La CHLA a envoyé des lettres et des télégrammes à des politiciens américains pour leur demander de soutenir la résistance chinoise et de prendre une position anti-japonaise.
Les membres de la CHLA ont également fait appel directement aux clients de leurs blanchisseries de la région de New York et publié des articles tels que celui publié à l’origine en chinois dans une édition de 1937 du Chinese Vanguard.

« La New York Chinese Hand Laundry Alliance a été extrêmement dévouée au travail de résistance au Japon pour sauver notre pays. Immédiatement après l'incident du pont Marco Polo, le HLA a commencé à organiser une campagne de collecte de fonds pour la Chine. Outre la somme d’environ 4 300 Dollars Argent recueillie par la HLA au cours de sa première et de sa deuxième période de collecte de fonds et déjà envoyée en Chine, l’Alliance a collecté 1 230 Dollars Argent et vingt-sept cents lors de saon troisième collecte de fonds. période de relance. Cette somme a été remise aux deux hommes Chen Yeh et Chen Chia, qui l'ont câblé directement de la Bank of China au département du Trésor du gouvernement central chinois, afin que l'argent puisse être utilisé pour compléter les fonds militaires du gouvernement .... L'Alliance étant consciente que la plupart des Américains sympathisent avec notre pays, elle a lancé un certain nombre d'activités visant les Américains, telles que la sollicitation de dons pour des fournitures médicales auprès de clients américains de blanchisseries à la main. Elle a également contribué de manière significative en distribuant du matériel publicitaire en langue anglaise appelant au boycott des produits japonais. À l'approche de l'hiver, les réfugiés et les soldats blessés en Chine auront désespérément besoin d'aide, et même les clients occidentaux des blanchisseries à main ont souvent suggéré à l'Alliance d'élargir sa campagne de collecte de fonds pour les fournitures médicales. En réponse à cette situation, l’Alliance a décidé le mois dernier d’élargir ses activités de collecte de fonds.. Il a récemment préparé les 5 000 premières boîtes de dons, qui seront distribuées aux blanchisseries pour collecter des fonds auprès des clients de la blanchisserie. En outre, le 31 octobre, à 16 heures, l’Alliance parrainera une conférence publicitaire anti-japonaise à son siège, à laquelle le professeur Chi Chao .... La représentante de la Chine à la Conférence des chercheurs du Pacifique a été invitée à prendre la parole. Le maire de New York a participé avec enthousiasme aux travaux de l’Alliance et enverra comme représentant à la conférence le président du conseil municipal, M. Esser. Sans aucun doute, M. Esser proposera un discours éloquent pour célébrer le patriotisme des Chinois vivant en Amérique. On dit que l'Alliance se félicitera particulièrement de la participation à la conférence des Chinois actifs dans tous les secteurs de la société sino-américaine. »

## China Daily Newset Red Scare
En 1940, les membres de China Hand Laundry Alliance ont commencé à publier leur propre journal, le China Daily News. (une publication différente du China Daily News, journal moderne en chinois traditionnel publié à Tainan, Taiwan). Le "seul journal de langue chinoise aux États-Unis qui n’était pas pro-nationaliste", il a attiré l'attention négative du gouvernement des États-Unis et : « En 1952, il a été jugé en violation du Trading with the Enemy Act, car les employés continuaient à envoyer des fonds en Chine. Son rédacteur en chef et trois officiers du journal ont été envoyés en prison pour avoir publié une annonce, postée par une banque de Chine continentale, demandant aux Chinois d’outre-mer de rapatrier de l’argent à leurs proches. »
La croyance était si grande que la publication promouvait le communisme, que même les 6500 abonnés du journal ont fait l'objet d'enquête par le gouvernement. La CHLA a poursuivi ses luttes politiques et sociales "contre le racisme institutionnalisé et l'oppression de classe, liées à la lutte pour l'autodétermination de la Chine", mais à l'ère du maccarthysme, "la loyauté de plus de dix mille citoyens américains d'origine chinoise a été questionnée rapport à son appartenance ethnique et les risques présumés pour la sécurité nationale". Finalement, ciblé par le Federal Bureau of Investigation pendant le Second Red Scare et confronté à la surveillance et aux interrogatoires, l'adhésion à la China Hand Laundry Alliance a fortement diminué,. Dans le documentaire de 1980 The Chinatown Files :

« Henry Chin, blanchisseur et président de la Chinese Hand Laundry Alliance et du China Daily News, décrit comment les immigrants chinois sont venus en Amérique pour une vie meilleure pour eux-mêmes et pour leurs proches dans leurs villages pauvres. Cependant, pour avoir envoyé de l’argent au pays, ses amis ont été accusés par le gouvernement américain de commercer avec l’ennemi et sa vie a été brisée par la surveillance et le harcèlement constants du FBI. »

## Histoire postérieure
La comédie musicale The Last Hand Laundry de Chinatown, de 1993, était en partie « un hommage aux luttes de la Chinese Hand Laundry Alliance pionnière à New York». Alors que la nature de l’organisation a changé et que les blanchisseries chinoises ont été « effacées par l’histoire, rendues obsolètes par les changements sociaux et technologiques », la CHLA survit au XIXe siècle et a son siège sur Canal Street, dans le quartier chinois de Manhattan.